# Campeonato Sul-Americano de Futebol Sub-20 de 1979
O Campeonato Sul-Americano de Futebol Juvenil de 1979 foi a 9ª edição dessa competição organizada pela Confederação Sul-Americana de Futebol (CONMEBOL), na época para jogadores com até 19 anos de idade. Realizou-se entre os dias 12 e 31 de janeiro nas cidades de Montevidéu e Paysandú, no Uruguai.
O Uruguai sagrou-se campeão após acumular o maior número de pontos entre as quatro equipes da fase final. Além do título obteve classificação para o Campeonato Mundial de Futebol Sub-20 de 1979 no Japão, ao lado da Argentina e Paraguai. Essas quatro selecões mais Brasil e Chile ainda conquistaram vagas para o torneio de futebol dos Jogos Pan-americanos de 1979 em Porto Rico.

## Equipes participantes
Nove das dez equipes integrantes da CONMEBOL participaram do evento, a exceção foi a Venezuela.
| Grupo A - Argentina - Equador - Peru - Uruguai | Grupo B - Brasil - Bolívia - Chile - Colômbia - Paraguai |

## Primeira fase

### Grupo A
| Time      | P | J | V | E | D | GP | GC | SG  |
| --------- | - | - | - | - | - | -- | -- | --- |
| Uruguai   | 6 | 3 | 3 | 0 | 0 | 9  | 0  | +9  |
| Argentina | 4 | 3 | 2 | 0 | 1 | 9  | 1  | +8  |
| Peru      | 2 | 3 | 1 | 0 | 2 | 2  | 7  | -5  |
| Equador   | 0 | 3 | 0 | 0 | 3 | 0  | 12 | -12 |

| 12 de janeiro de 1979 |     |           |  |  |
| Uruguai               | 5–0 | Equador   |  |  |
| 13 de janeiro de 1979 |     |           |  |  |
| Argentina             | 4–0 | Peru      |  |  |
| 18 de janeiro de 1979 |     |           |  |  |
| Argentina             | 5–0 | Equador   |  |  |
| Uruguai               | 3–0 | Peru      |  |  |
| 22 de janeiro de 1979 |     |           |  |  |
| Peru                  | 2–0 | Equador   |  |  |
| Uruguai               | 1–0 | Argentina |  |  |

### Grupo B
| Time     | P | J | V | E | D | GP | GC | SG  |
| -------- | - | - | - | - | - | -- | -- | --- |
| Paraguai | 7 | 4 | 3 | 1 | 0 | 13 | 1  | +12 |
| Brasil   | 6 | 4 | 2 | 1 | 1 | 4  | 3  | +1  |
| Chile    | 4 | 4 | 2 | 0 | 2 | 8  | 8  | 0   |
| Colômbia | 4 | 4 | 2 | 0 | 2 | 7  | 10 | -3  |
| Bolívia  | 0 | 4 | 0 | 0 | 4 | 2  | 12 | -10 |

| 12 de janeiro de 1979 |     |          |  |  |
| Paraguai              | 6–0 | Chile    |  |  |
| Colômbia              | 2–1 | Brasil   |  |  |
| 14 de janeiro de 1979 |     |          |  |  |
| Colômbia              | 5–1 | Bolívia  |  |  |
| Brasil                | 1–0 | Chile    |  |  |
| 17 de janeiro de 1979 |     |          |  |  |
| Paraguai              | 5–0 | Colômbia |  |  |
| Brasil                | 1–0 | Bolívia  |  |  |
| 19 de janeiro de 1979 |     |          |  |  |
| Chile                 | 3–0 | Colômbia |  |  |
| Paraguai              | 1–0 | Bolívia  |  |  |
| 22 de janeiro de 1979 |     |          |  |  |
| Chile                 | 5–1 | Bolívia  |  |  |
| Brasil                | 1–1 | Paraguai |  |  |

## Fase final
| Time      | P | J | V | E | D | GP | GC | SG |
| --------- | - | - | - | - | - | -- | -- | -- |
| Uruguai   | 5 | 3 | 2 | 1 | 0 | 3  | 1  | +2 |
| Argentina | 4 | 3 | 1 | 2 | 0 | 1  | 0  | +1 |
| Paraguai  | 3 | 3 | 1 | 1 | 1 | 3  | 3  | 0  |
| Brasil    | 0 | 3 | 0 | 0 | 3 | 1  | 4  | -3 |

| 25 de janeiro de 1979 |     |           |  |  |
| Argentina             | 0–0 | Paraguai  |  |  |
| Uruguai               | 1–0 | Brasil    |  |  |
| 28 de janeiro de 1979 |     |           |  |  |
| Paraguai              | 2–1 | Brasil    |  |  |
| Uruguai               | 0–0 | Argentina |  |  |
| 31 de janeiro de 1979 |     |           |  |  |
| Argentina             | 1–0 | Brasil    |  |  |
| Uruguai               | 2–1 | Paraguai  |  |  |

## Disputa pelo quinto lugar
Partida realizada entre as equipes que finalizaram em terceiro lugar nos grupos para definir a quinta equipe classificada aos Jogos Pan-americanos de 1979.
|       |     |      |  |  |
| Chile | 3–1 | Peru |  |  |

## Premiações individuais
- Premiações concedidas pela Conmebol[1].

Bola de Ouro
 Diego Armando Maradona (Argentina)
Bola de Prata
 Romerito (Paraguai)
Bola de Prata
 Ramón Díaz (Argentina)